# Exacum affine
Exacum affine es una especie de planta fanerógama perteneciente a la familia Gentianaceae. Es endémica de las islas Socotra de Yemen.

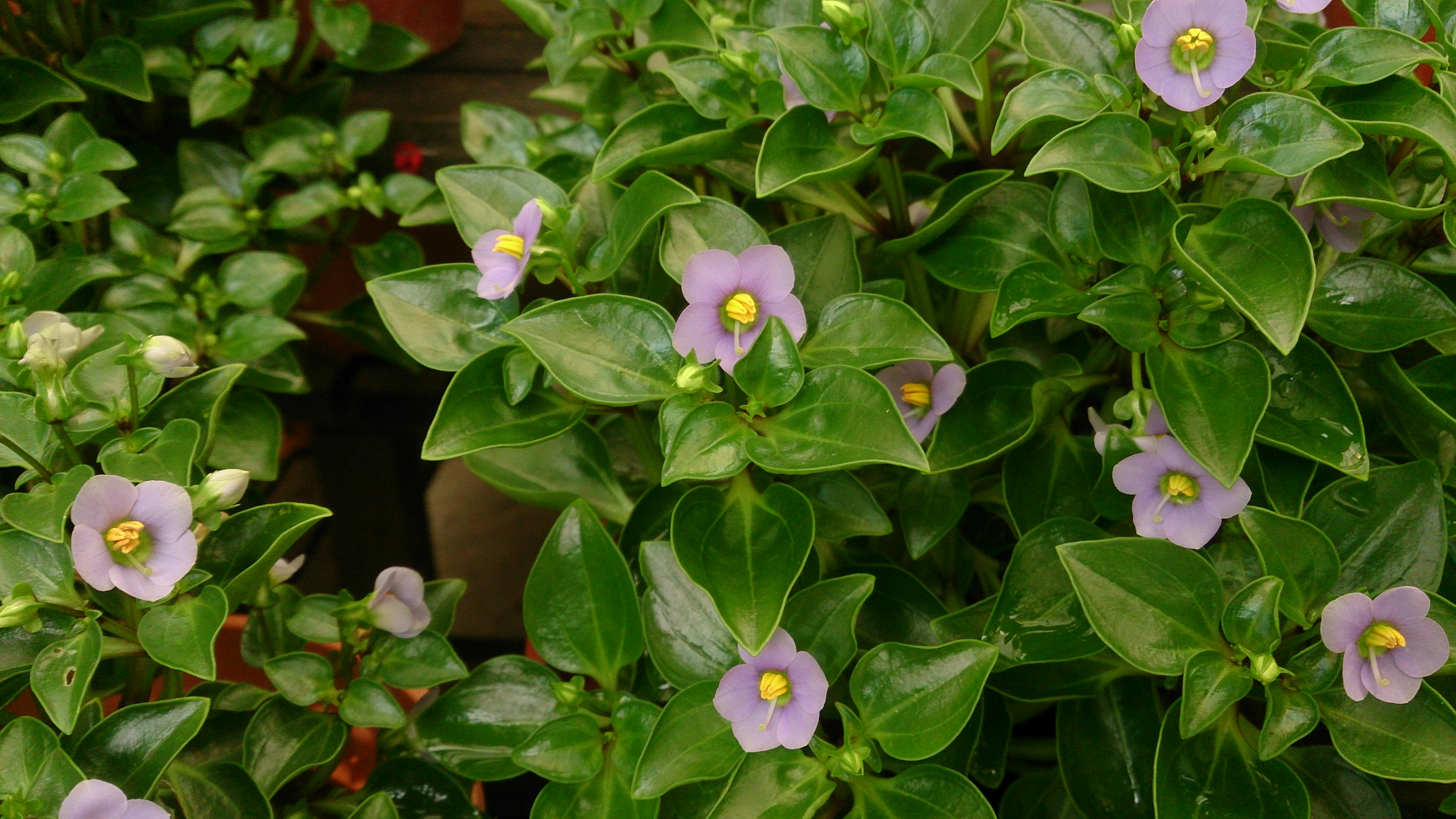
Vista de la planta

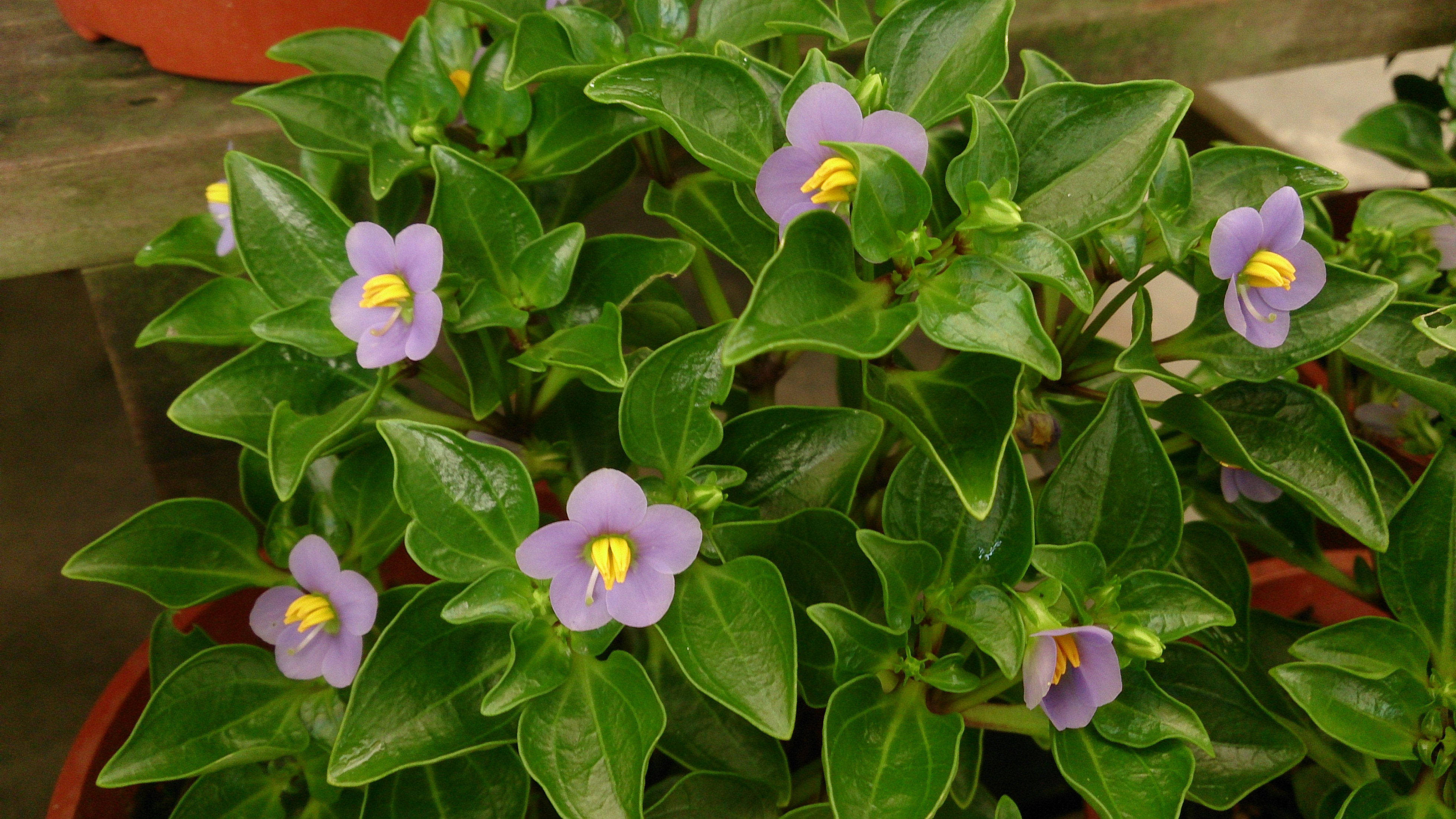
Vista de la planta

## Descripción
Es una pequeña planta herbácea bienal con hojas verdes ovales oscuras. Las pequeñas flores moradas tienen un centro de color amarillo con fragancia. 

## Hábitat y ecología
Es una especie bastante variable y en este tratamiento se incluye Exacum gracilipes, una especie endémica descrita por Balfour. El tipo de E. gracilipes es una planta mucho más delicada que las plantas típicas de Exacum affine. Sin embargo, la diferencia en el hábito de estos dos especímenes es comparable a la encontrada en la mayoría de las poblaciones de Exacum affine que se estudió durante las visitas recientes a Socotra y es difícil encontrar otros detalles para justificar el mantenimiento de las dos especies. Exacum socotranum también es bastante similar a Exacum affine pero los detalles que la definen son coherentes dentro de las poblaciones. Las plantas de Dhofar, la región del sur de Omán, registrada como Exacum affine y E. gracilipes, se ha demostrado recientemente que representan dos especies separadas, las especies endémicas a Omán. Exacum affine ahora se considera endémica de Socotra y Samhah. Exacum affine se cultiva como planta ornamental en Europa bajo varios nombres, incluyendo el árabe, persa o Socotran Violeta. Toda la semilla en el comercio hortícola se originó de colecciones hechas por Schweinfurth durante su expedición a Socotra en 1881. Miller y Morris (2004). Los registros del sur de Omán y Wadi Rabkhut (Al Mahara) en Yemen se supone que no era la misma especie que Exacum affine (Patzelt en prensa.).

## Taxonomía
Exacum affine fue descrita por Balf.f. ex Regel y publicado en Gartenflora 34, t. 1108. 1883.
Sinonimia
- Exacum gracilipes Balf.f.
- Exacum socotranum Vierh.[3]